# Fight for the Rock
Albums de Savatage
Power of the Night
(1985) Hall of the Mountain King
(1987)
Fight for the Rock est le 3ealbum studio du groupe Savatage sorti en 1986.

## Liste des titres
| 1.  | Fight for the Rock              | Criss Oliva, Jon Oliva, Steve Wacholz                                           | 3:55 |
| 2.  | Out on the Streets              | Criss Oliva, Jon Oliva                                                          | 3:58 |
| 3.  | Crying for Love                 | Criss Oliva, Jon Oliva                                                          | 3:27 |
| 4.  | Day After Day (Badfinger cover) | Pete Ham                                                                        | 3:40 |
| 5.  | The Edge of Midnight            | Criss Oliva, Jon Oliva, Steve Wacholz                                           | 4:52 |
| 6.  | Hyde                            | Criss Oliva, Jon Oliva, Steve Wacholz                                           | 3:51 |
| 7.  | Lady in Disguise                | Jon Oliva                                                                       | 3:08 |
| 8.  | She's Only Rock 'N Roll         | Criss Oliva, Jon Oliva                                                          | 3:14 |
| 9.  | Wishing Well (Free cover)       | John "Rabbit" Bundrick, Paul Kossoff, Simon Kirke, Paul Rodgers, Tetsu Yamauchi | 3:20 |
| 10. | Red Light Paradise              | Johnny Lee Middleton, Criss Oliva, Jon Oliva                                    | 3:56 |

| 11. | If I Go Away (Acoustic version) | Criss Oliva, Jon Oliva, Paul O'Neill | 3:50 |

| 11. | The Dungeons are Calling (live - extrait de Ghost in the Ruins) | Keith Collins, Criss Oliva, Jon Oliva | 3:45 |
| 12. | City Beneath the Surface (live - extrait de Ghost in the Ruins) | Criss Oliva, Jon Oliva                | 5:01 |

| 11. | This Is The Time (version acoustique enregistrée par Jon Oliva en 2010)                    | Paul O'Neill, Jon Oliva | 5:31 |
| 12. | This Is Where you Should Be (enregistré pendant les sessions de Hall of the Mountain King) | Paul O'Neil, Jon Oliva  | 4:55 |

## Composition du groupe
- Jon Oliva - Chants & Piano
- Criss Oliva - Guitares
- Johnny Lee Middleton - Basse
- Steve Wacholz - Batterie & Percussions